# Mr. Moonlight (Foreigner)
Mr. Moonlight è l'ottavo album in studio del gruppo anglo-statunitense Foreigner, pubblicato nell'ottobre del 1994 dalla Atlantic Records.
Il 1º aprile 1995 l'album arrivò alla 136ª posizione della Billboard 200 negli Stati Uniti.

## Tracce
1. White Lie – 4:16 (Lou Gramm, Mick Jones)
2. Rain – 4:35 (Mick Jones, Lou Gramm, Bruce Turgon)
3. Until the End of Time – 4:52 (Mick Jones, Lou Gramm, Bruce Turgon)
4. All I Need to Know – 4:45 (Lou Gramm, Mick Jones)
5. Running the Risk – 5:09 (Mick Jones, Lou Gramm, Jeff Jacobs)
6. Real World – 6:22 (Mick Jones, Lou Gramm)
7. Big Dog – 4:47 (Mick Jones, Lou Gramm, Jeff Jacobs, Bruce Turgon, Mark Schulman, Scott Gilman)
8. Hole in My Soul – 5:08 (Lou Gramm, Mick Jones)
9. I Keep Hoping – 5:10 (Mick Jones, Lou Gramm, Jeff Jacobs)
10. Under the Gun – 4:16 (Mick Jones, Lou Gramm)
11. Hand on My Heart – 4:57 (Mick Jones, Lou Gramm, Bruce Turgon)

## Formazione
- Mick Jones - chitarra, pianoforte, cori
- Lou Gramm - voce solista, cori, percussioni
- Bruce Turgon - basso, cori
- Jeff Jacobs - pianoforte, organo, tastiere, cori
- Mark Schulman - batteria, cori

Musicisti aggiunti:
- Duane Eddy - chitarra solista (brano: Until the End of Time)
- Ian Lloyd - cori
- Scott Gilman - sassofono, recorder, cori
- Luis Enriques - percussioni (brani: Real World e Running the Risk)
- Billy Bremner - chitarra aggiunta (brano: All I Need to Know)
- Tawatha Agee - cori (brano: I Keep Hoping)
- Paulette McWilliams - cori (brano: I Keep Hoping)
- Robin Clark - cori (brano: I Keep Hoping)
- Randy Cantor - chitarra aggiunta e tastiere (brani: White Lie e Rain)

Note aggiuntive:
- Mick Jones, Lou Gramm e Mike Stone - produttori
- Phil Nicolo - produttore (solo nei brani: White Lie e Rain)
- Joe The Butcher Nicolo - produttore (solo nei brani: White Lie e Rain)
- Registrazioni effettuate al: Criteria Studios di Miami, FL / Emerald Studios di Nashville, TN / Bearsville Studios, NY / Utopia Studios, Lake Hill, NY / Soundtrack Studios, NY / Track Record Studios, N. Hollywood, CA / Studio 4, Philadelphia, PA.
- Mike Stone - ingegnere del suono
- Keith Rose - ingegnere del suono aggiunto
- Pete Millius - ingegnere del suono aggiunto
- Todd Vos - ingegnere del suono aggiunto
- George Carnell - ingegnere del suono aggiunto
- Mark Stebbeds - ingegnere del suono aggiunto
- Dirk Gorbelny - ingegnere del suono aggiunto
- Chris Laidlaw - assistente ingegnere del suono
- Tim Waters - assistente ingegnere del suono
- Ken Lewis - assistente ingegnere del suono
- Andy Blakelock - assistente ingegnere del suono
- Eric White - assistente ingegnere del suono
- Mixaggio effettuato al: Bearsville Studios (NY)/Soundtrack Studios (NY)
- White Lie e Rain mixati al Studio 4 di Philadelphia, PA da Phil Nicolo e Joe The Butcher Nicolo
- Real World mixato da David Bianco
- Big Dog mixato al Track Records Studios di North Hollywood, CA da Mark Stebbeds
- Masterizzato al Sterling Sound di New York da Ted Jensen
- Brani rimanenti mixati da Mike Stone[3]